# Campionato thailandese di pallavolo femminile
Il campionato thailandese di pallavolo femminile è un insieme di tornei pallavolistici per squadre di club thailandesi, istituiti dalla Federazione pallavolistica della Thailandia.

## Struttura
- Campionati nazionali professionistici:

Volleyball Thailand League: a girone unico, partecipano otto squadre squadre.
- Campionati nazionali non professionistici:

Pro Challenge: a girone unico, partecipano otto squadre.
- Campionati locali non professionistici.